# Eloi
Eloi és un nom propi masculí d'origen llatí que vol dir "l'elegit". El dia del seu santoral és l'1 de desembre. És el patró dels orfebres, argenters, joiers, metal·lúrgics i ferradors.

## Eloi en diferents llengües
- Espanyol: Eloy
- Francès: Éloi
- Anglès: Eligius
- Italià: Eligio
- Llatí: Elegius
- Polonès: Eligiusz

## Literatura
Eloi també és una raça a la novela La màquina del temps de Herbert George Wells.

## Toponímia
- Eloy (Arizona)
- Diferents llocs anomenats Saint-Éloi.
- Andrés Eloy Blanco, municipi de Estado Lara, Veneçuela

## Personatges
- Eloi Amagat, futbolista català
- Eloi Yebra, actor català
- Joan Eloi Vila, músic català